# Psallovius dimorphicus
Psallovius dimorphicus är en insektsart som beskrevs av Schwartz och Schuh 1999. Psallovius dimorphicus ingår i släktet Psallovius och familjen ängsskinnbaggar. Inga underarter finns listade i Catalogue of Life.